# قاعدة الجفرة الجوية
قاعدة الجفرة الجوية أو مطار الجفرة هيَ قاعدة جوية تقع في مدينة الجفرة في قلب الصحراء الليبية الجنوبية، وهيَ تملك مدرجاً واحداً على الرغم من أنها تُعد ثاني أهم قاعدة جويَّة في البلاد. تعرَّضت القاعدة للقصف وشهدت بعض الاشتباكات في جوارها خلال الصراع الليبي عام 2011.

## أحداث 2011
في 25 مارس 2011 وخلال الصراع الليبي بين الثوار والقذافي تعرَّضت قاعدة الجفرة الجوية لغارات من طرف المقاتلات الفرنسية تطبيقاً لقرار مجلس الأمن الدولي رقم 1973 ومنطقة حظر الطيران الليبية، وأدت الضربات إلى تدمير أجزاء جوهريَّة وبالغة الأهمية في القاعدة منها مركز القيادة الرئيسي ومستودعات للذخيرة ومنشآت صيانة. ولاحقاً في 23 سبتمبر من العام نفسه سقطت القاعدة - معَ مدينة الجفرة كلها - في أيدي الثوار الليبيين بعدَ معركة "التحرير". باستثناء مدينة ودان التي سبق أن سيطر عليها ثوارها إثر انتفاضة من أهلها منذ 20 أغسطس.<ref name="المعركة3">متحدث باسم ثورة «17 فبراير» في ودان لـ «الشرق الأوسط»: تسرب في أسلحة القذافي الكيماوية بالجفرة